# Cleome latifolia
Cleome latifolia là một loài thực vật có hoa trong họ Màng màng. Loài này được Vahl ex DC. mô tả khoa học đầu tiên năm 1824.